# Байентурм

Байентурм в XIII веке (реконструкция)

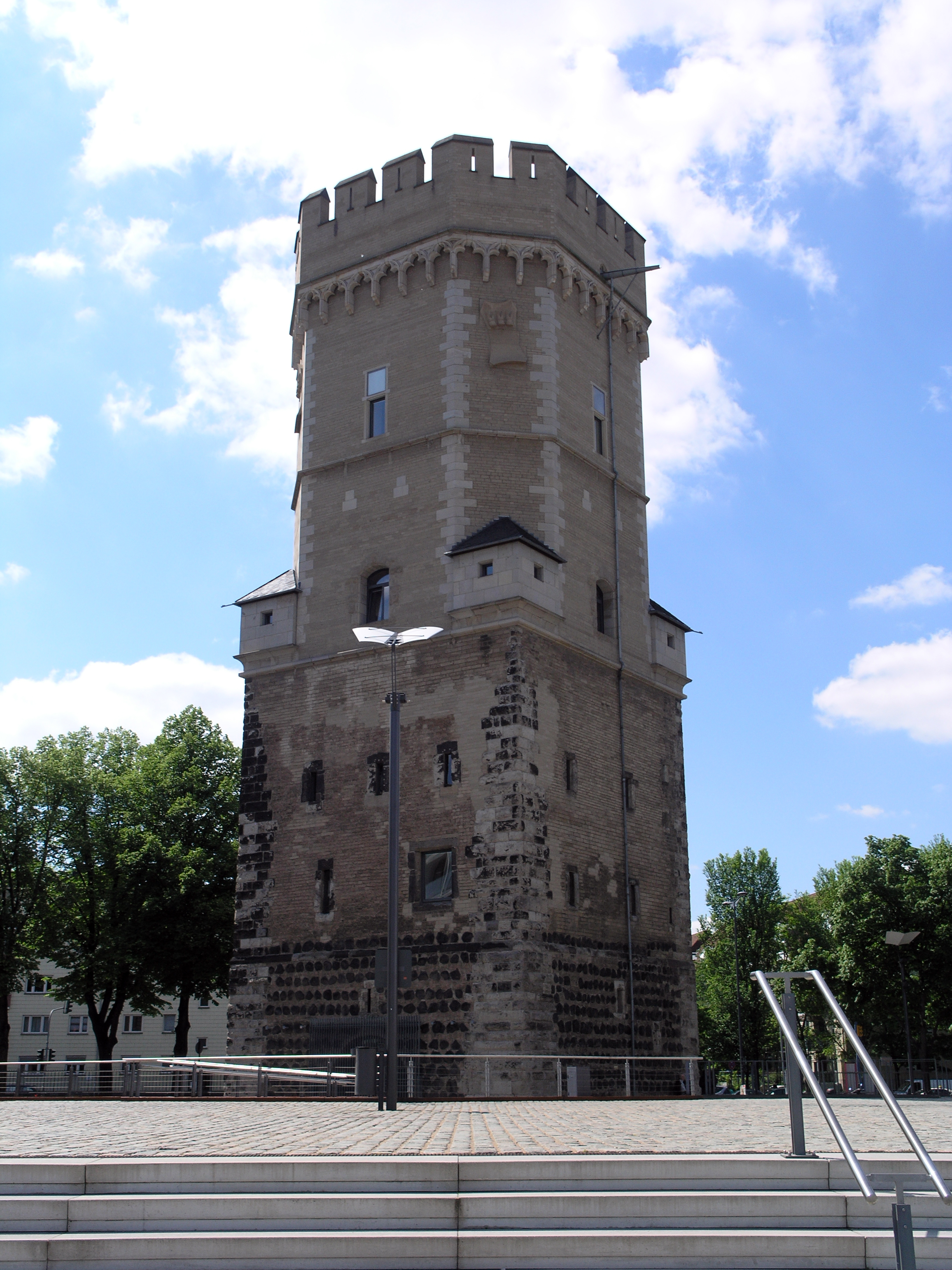
Вид со стороны Рейна

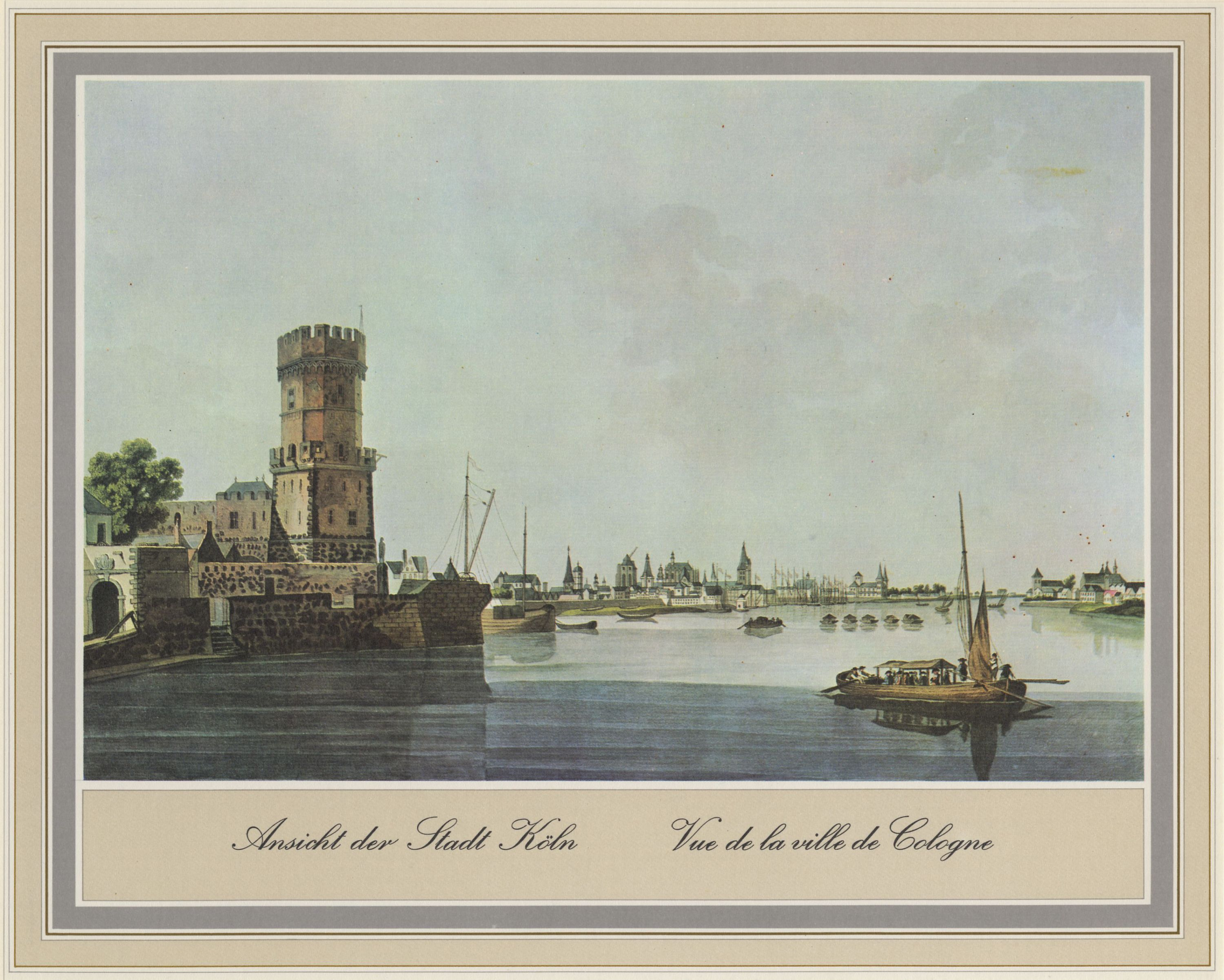
Байентурм в 1792 году

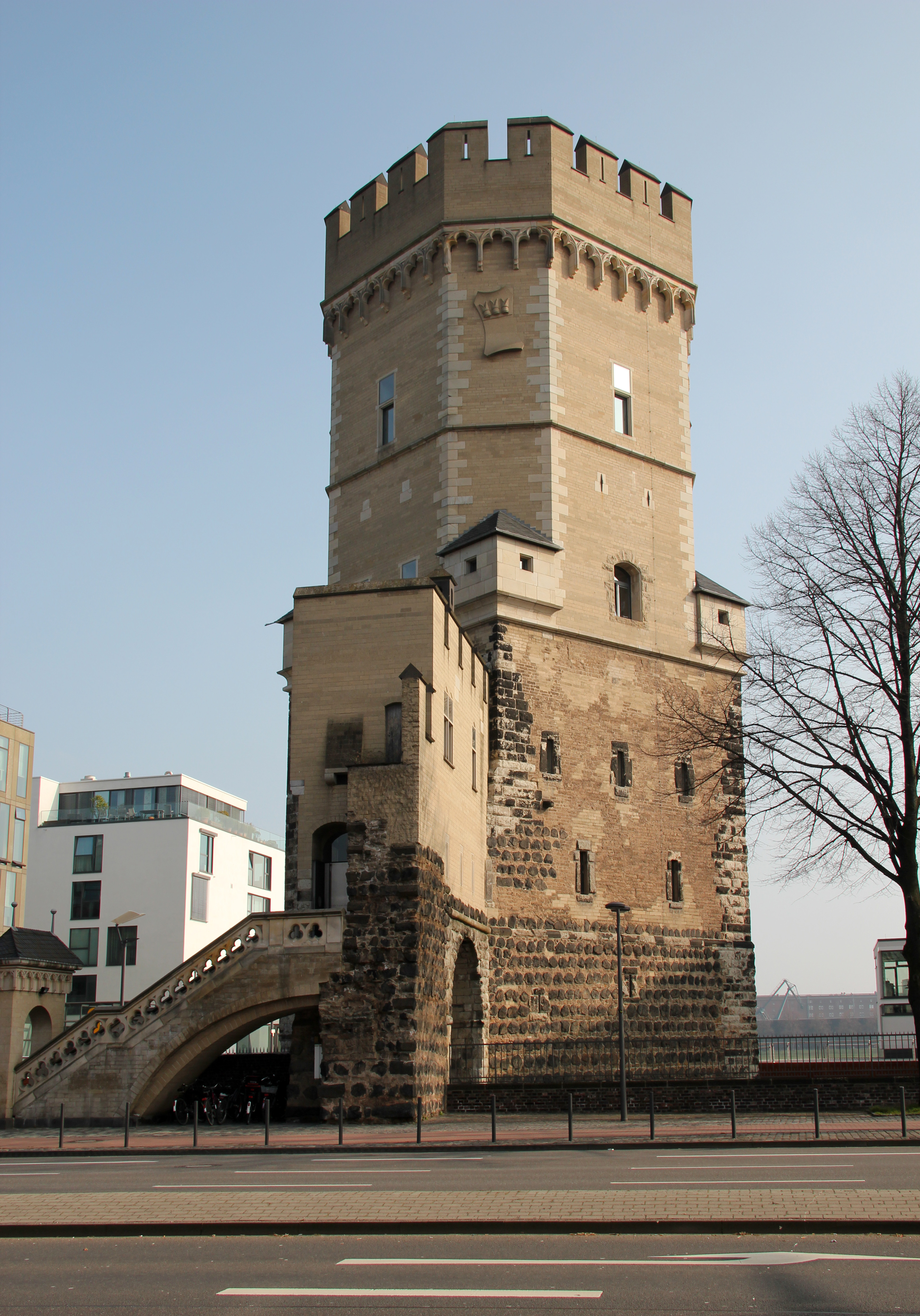
Вид с западной стороны

Байентурм (нем. Bayenturm) — оборонительная башня кёльнской средневековой городской стены (de:Stadtmauer (Köln)) (федеральная земля Северный Рейн-Вестфалия). Расположена на берегу Рейна между улицами Bayenstraße и Agrippinawerft в южной части старого города (de:Köln-Altstadt-Süd) у набережной Райнаухафен.

Башня представляет собой двухэтажную восьмиугольную зубчатую башню на трёхэтажном квадратном цокольном основании. Высота башни составляет 35 метров. Толщина стен достигает 2,5 метров.

## История
Башня была построена в 1220 году. В 1262 году при штурме башни Bayenturm гражданами Кёльна, восставшими против власти Кёльнского архиепископа Энгельберта II (de:Engelbert II. von Falkenburg), впервые раздался знаменитый кёльнский боевой клич «Kölle alaaf». Захват башни восставшими стал первым шагом к освобождению Кёльна от власти архиепископа. В 1288 году после обретения независимости Кёльном и перенесения резиденции архиепископа в Бонн, в память о той роли, которую в этом деле сыграла башня Bayenturm, она была украшена гербом города.

В 1620 году во время Тридцатилетней войны башня Bayenturm была существенно укреплена. В 1850—1851 годах при строительстве нового порта Райнаухафен крепостная стена вдоль Рейна была разрушена, но башня Bayenturm была сохранена. Уцелела она и в 1881 году, когда была снесена большая часть средневековых крепостных стен Кёльна. В 1895—1898 годах башня была отреставрирована архитектором Йозефом Штюббеном (de:Josef Stübben), при этом были устранены повреждения, полученные башней ещё во время пожара 1697 года.

В 1907 году в башне размещается Кёльнский музей ранней истории (de:Museum für Vor- und Frühgeschichte (Köln)). В июле 1943 года во время одной из бомбардировок Кёльна британской авиацией башня Bayenturm была сильно разрушена. Уцелевшие музейные экспонаты были перевезены в ворота Святого Северина. Сама же башня Bayenturm в виде руин простояла более четырёх десятилетий, пока они не были восстановлены в 1987 году по чертежам Штуббена 1895 года. В 1992 году под руководством архитектора Дёрте Гатерманн (de:Dörte Gatermann) был восстановлен интерьер башни, на что город Кёльн выделил 5,5 млн. марок.

С 1994 года в башне размещается штаб-квартира благотворительного феминистического фонда Алисы Шварцер «FrauenMediaTurm».